# Andreas Loewe
Jost Andreas Loewe PhD FRHistS (* 27. Februar 1973 in München) ist ein in Deutschland geborener anglikanischer Priester in Australien. Loewe ist der fünfzehnte Dompropst der Pauluskathedrale in Melbourne (Dean of Melbourne). Er ist der Zweitjüngste und der erste Deutsche, der diese Position innehat.
Loewe ist Theologe und Musikhistoriker, und Fellow sowie Dozent am „Conservatorium of Music“.

## Leben
Loewe wurde am United World College of the Atlantic unterrichtet und studierte am St Peter’s College in Oxford (BA 1995 MPhil 1997 MA 1999) und am Selwyn College in Cambridge, wo er der „Gosden Lay Chaplain“ war (PhD 2001).

## Werdegang
Loewe wurde im Jahr 2001 in der Kathedrale von Oxford geweiht. Nach einem Vikariat in Upton-cum-Chalvey (Slough) 2001–2004 war er von 2004 bis 2009 Pfarrer (Associate Vicar) an Church of St Mary the Great und gleichzeitig Kaplan am Michaelhouse, Cambridge. Zu dieser Zeit war er auch Mitglied der Theologischen Fakultät der University of Cambridge. 

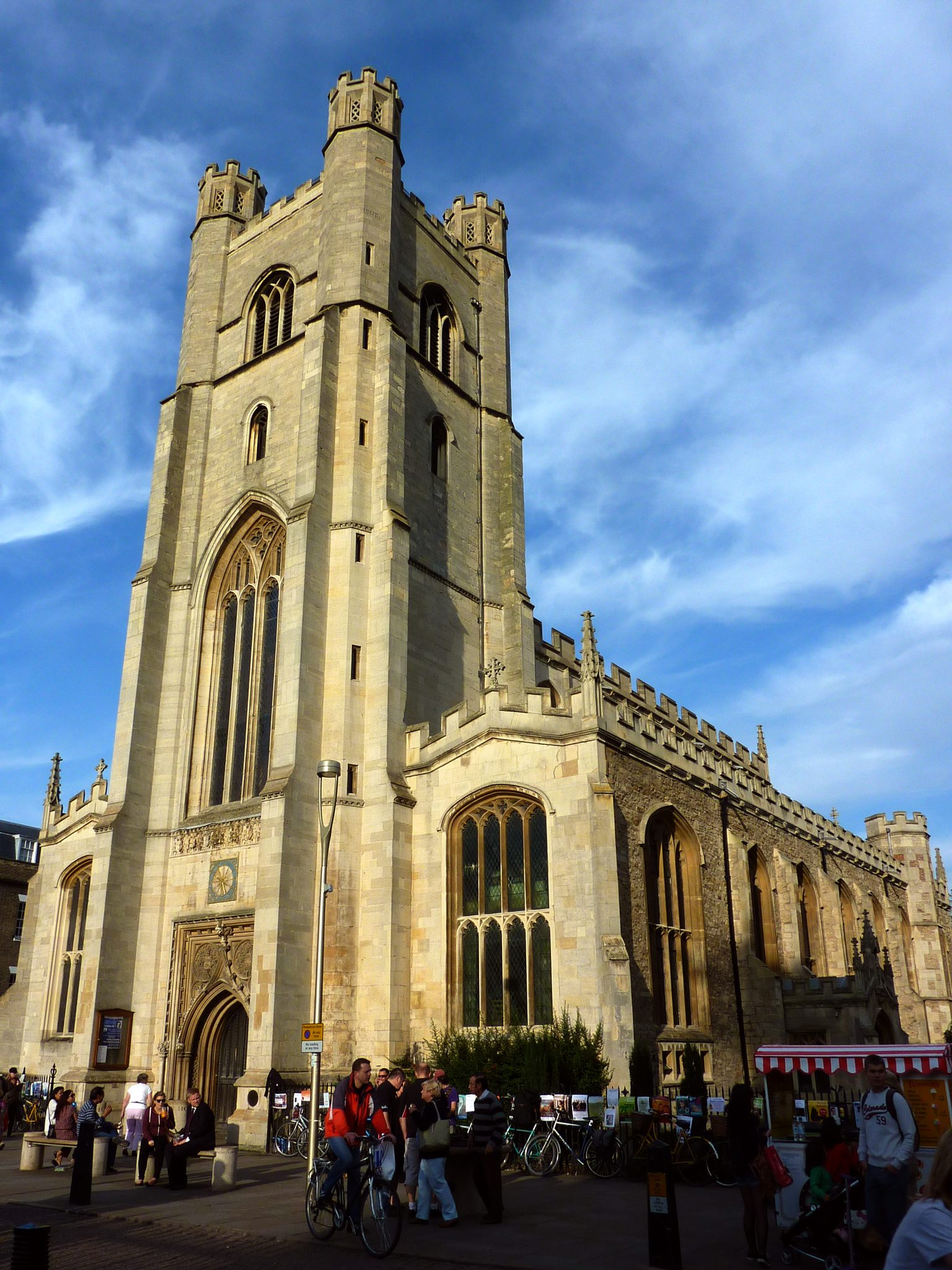
Die Universitätskirche St Mary the Great in Cambridge, an der Loewe von 2004 bis 2009 Pfarrer war

Von 2009 bis 2012 war Loewe Kaplan und Dozent für Theologie (Gavan Senior Lecturer) am Trinity College in Melbourne. Seine wissenschaftliche Forschungsarbeit konzentriert sich auf die englische und deutsche Reformationsgeschichte, in der Musikgeschichte vor allem auf die Musik Johann Sebastian Bachs. Er wurde 2011 zum Mitglied der Royal Historical Society gewählt und 2012 zu einem der sieben „Rex Lipman Fellows“ am St Peter’s College  in Adelaide ernannt.

Loewe wurde am 13. Oktober 2012 in das Amt des Dompropsts von Melbourne eingeführt. Im Oktober 2014 wurde er in Anerkennung für seine Arbeit mit der australischen Johanniter-Unfall-Hilfe mit dem Offiziersrang des Order of Saint John ausgezeichnet.

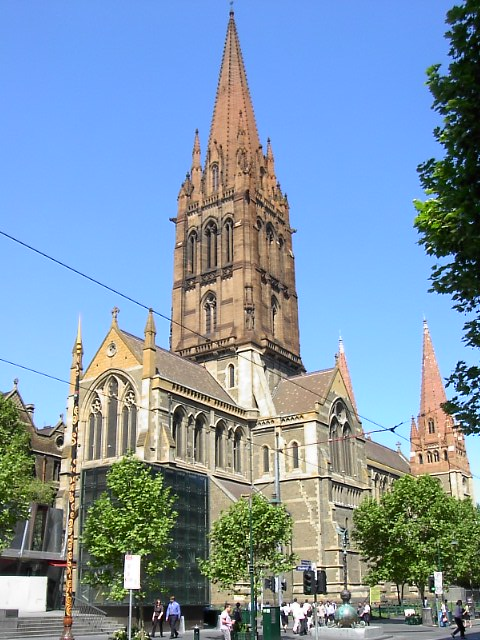
Die Pauluskathedrale an der Loewe Dompropst ist

## Wirken
Loewe leitet regelmäßig Staatsakte und Gedenkfeiern an der Melbourner Pauluskathedrale. Am 18. Dezember 2012 leitete er den Staatsakt für Dame Elisabeth Murdoch. Am 15. Dezember 2013 leitete er den Gedenkgottesdienst des Bundesstaates Victoria für den südafrikanischen Präsidenten Nelson Mandela. Am 24. Juli 2014 leitete er einen multireligiösen Gedenkgottesdienst für die Opfer von Malaysia-Airlines-Flug 17. Am 13. August 2014 leitete er in Anwesenheit des Erzbischofs von Canterbury die Amtseinführung von Erzbischof Philip Freier als Primas von Australien.
Er ist ein engagierter Verfechter der Rechte von Flüchtlingen und Asylsuchenden und hat wiederholt die australische Regierung dazu aufgerufen, Flüchtlinge willkommen zu heißen. In einem Leserbrief an die Melbourner Tageszeitung „The Age“ im Januar 2014 verurteilte er die australische Flüchtlingspolitik als „unmenschlich gegenüber denjenigen, die unseren Schutz suchen, und erniedrigend für ganz Australien“.

## Schriften
- Richard Smyth and the Language of Orthodoxy: Re-Imagining Tudor Catholic Polemicism. (= Band 96 von Studies in Medieval and Reformation Traditions). Brill, Leiden, 2003.
- Johann Sebastian Bach's St John Passion (BWV 245): a theological commentary. Brill, Leiden, 2014, mit einem Vorwort von Nicholas Thomas Wright.
- Buchkapitel "Peter Martyr Vermigli and Richard Smyth’s De Votis Monasticis". In: Emidio Campi (Hrsg.): "Peter Martyr Vermigli: Humanism, Republicanism, Reformation", Genf, Droz, 2002. S. 143–172.
- Buchkapitel "The Oxford Disputation revisited". In: Alfred Schindler and Hans Sickelberger (Hrsg.): "Die Zürcher Reformation" (= Band 18 von "Zürcher Beiträge zur Reformationsgeschichte"), Bern, Lang, 2000. S. 317–326.
- Aufsatz Why do Lutherans sing?: Lutherans, music, and the Gospel in the first century of the Reformation. In: Church history: studies in christianity & culture , Bd. 82, Cambridge, Cambridge University Press. 2013. S. 69–89.
- Aufsatz “God's Capellmeister”: The Proclamation of Scripture in the Music of J. S. Bach. Pacifica: Australasian Theological Studies June 2011 24: 141–171.
- Aufsatz ‘Musica est optimum’: Martin Luther’s Theory of Music. in: Music and Letters 2013.
- Aufsatz "Proclaiming the Passion: Popular Drama and the Passion Tradition in Luther’s Germany." Reformation and Renaissance Review 2010 10.1: 235–282.
- Aufsatz "Michaelhouse: Hervey de Stanton’s Cambridge Foundation." Church History and Religious Culture 2010 90.4: 579–608.
- Aufsatz "Cambridge’s Collegiate Crisis: King Henry VIII and the Suppression of Colleges, 1546." Renaissance and Reformation Review 2009 11.2: 139–164.
- Aufsatz: "‘La Escuela de la Misión Araucana: The Story of the Anglican Mission to Central Chile, 1854–1962." Dutch Review of Church History  2004 84: 497–522.
- Aufsatz: "Facite quod fieri: Catholic Exegesis during the Council of Trent." Reformation and Renaissance Review 2001, 5: 9–35.
- Aufsatz: "Richard Smyth and the Foundation of the University of Douai." Dutch Review of Church History 1999 79.2: 142–169.
- außerdem verfasste Loewe diverse Rezensionen im Journal of Theological Studies, im Journal of Reformed Theology und Journal of Ecclesiastical History, und zahlreiche Biographien im Oxford Dictionary of National Biography.